# ليتل مانهاتن
ليتل مانهاتن (بالإنجليزية: Little Manhattan)‏ هو فيلم كوميدي رومانسي أمريكي صدر عام 2005 من إخراج مارك ليفين وتأليف جينيفر فلاكيت، وبطولة جوش هوتشرسن وتشارلي راي روزنبرغ.

## وصلات خارجية
ليتل مانهاتن على موقع IMDb (الإنجليزية)
- ليتل مانهاتن على موقع روتن توميتوز (الإنجليزية)
- ليتل مانهاتن على موقع نتفليكس (الإنجليزية)
- ليتل مانهاتن على موقع قاعدة بيانات الأفلام العربية
- ليتل مانهاتن على موقع ألو سيني (الفرنسية)
- ليتل مانهاتن على موقع Turner Classic Movies (الإنجليزية)
- ليتل مانهاتن على موقع أول موفي (الإنجليزية)
- ليتل مانهاتن على موقع بوكس أوفيس موجو (الإنجليزية)
- ليتل مانهاتن على موقع فيلمافينيتي (الإسبانية)
- ليتل مانهاتن على موقع قاعدة بيانات الفيلم (الإنجليزية)